# تاريخ العمارة
تاريخ الهندسة المعمارية تُشير إلى اثار تغيرات العمارة في مختلف البلدان والعصور.
عبر التاريخ تتكون حضارات وأمم تسعى لايجاد هوية وطابع مميز لها وإن لم تكن تسعى لهذا فإنه يصل إلينا عبر الزمن ما نطلق عليه التراث الحضاري لهذه الأمم، فنستطيع عن طريق ما وصلنا من مختلف الحضارات المقارنة بينهم واستخلاص الطابع المميز لهم ويستفاد بهذه الدراسات في أوجه كثيرة من الحياة.

و من الدراسات التي تفيدنا، دراسة الطابع المعماري لفترات التاريخ المختلفة منذ بدء الخليقة وحتى الآن وربط التغير الحادث بالأحداث المعاصرة لهذه الفترة ومنها الأحداث السياسية المتعلقة بالإنسان.

و من العوامل المؤثرة في العمارة والتي لا دخل للإنسان بها العوامل الطبيعية مثل المناخ والجغرافيا والاراضة (الجيولوجيا) للمكان، وتأتي بعد ذلك العوامل البشرية مثل الحالة الاقتصادية والاجتماعية والسياسية للبلد. فنجد أنه بالضرورة يتغير الطابع المعماري للبلد بتغير أيا من العوامل السابقة.
تاريخ العمارة كشكل من أشكال دراسة التاريخ عرضة لكثير من الاحتمالات والمحددات التي تحده كمنهج للدراسة والمقارنة ولذلك فقد نشأت وجهات نظر كثيرة لدراسة العمارة عبر تاريخها، ومعظم الدراسات التي أجريت والناهج التي تطبق، غربية المنشأ.
تم فهم ودراسة العمارة مثلا في القرن التاسع العشر من الوجهة الشكلية بالتأكيد على الخصائص الشكلية والمواد المستخدمة بالإضافة إلى الإسلوب المتبع في البناء. شهدت هذه الفترة أيضا بدء وجود المعماري بذاتيته بدلا من فرض الشكل عليه وانطلاقه نحو حركة فنية جديدة. ولذلك نجد أن التاريخ المعماري يعتبر جزأ من تاريخ الفن، يهتم بدراسة التطور التاريخي الخاص بتصميم المباني وتخطيط المدن.

## عمارة ما قبل التاريخ
نشأت العمارة مع بدء البشرية عندما اقتضت الحاجة ليحمي نفسه من الأخطار التي كانت المحيطة بها فبنى له المسكن أو استخدم الموجود أمامه لسكنه واستعماله كمأوى، فبدأ الصيادون الأوائل إلى سكن الكهوف الطبيعية والمغارات الصخرية التي كان يعيش فيها الحيوانات مع سد فتحاتها بقطع كبيرة من الأحجار طالبين الدفء والأمان. أما المزارعين فقد احتموا بالأشجار التي أوصلته إلي فكره تجميعها بعد قطعها وتحويلها إلى أكواخ ومساكن قابلة للاحتماء بها، ورعاة الأغنام لجؤوا إلى إقامة الخيام من جلود الأغنام بعد شدها إلى قوائم خشبية وإتخاذها مأوى لهم.
و بعد ذلك تطورت هذه الأشكال من العمارة إلى أشكال أكثر ملائمة للبيئة وتطويعها لخدمة الإنسان، ولعبت في هذا التطور الدور الأكبر، العقائد الدينية والعبادات في كل الحضارات القديمة نتيجة ارتباط الإنسان القديم بعبادة الأوثان والألهة وتطلب ذلك منهم إنشاء المعابد والأبنية لعبادتهم وتجميل واجهاتها بأشكال فنية كما نرى هذا في العصر الحجري الحديث. ونرى في هذه العاطفة الدينية والغموض الكوني المحيط بالإنسان الدافع الرئيسي لبداية الإنسان للفن التشكيلي وتشييد المباني الحجرية للعبادة، ويمكن القول بان التكوينات الحجرية للعبادة تعتبر الأشكال الأولى للعمارة المنظمة التي تأخذ طابعا أو على الأقل ترتبط بفكرة معينة، ان عمارة ماقبل التاريخ لاتعدوا كونها سوى عمارة ساذجة وبكر تمهد للتطور العمارة في العصور اللاحقة لتنتقل من عمارة المستوطنات إلى عمارة المدن الكبيرة، وتأخذ عدة أشكال فمنها المكون فقط من قوائم حجرية ضخمة ذات أوضاع مختلفة فتكون قوائم بنفسها أو تحمل أعتابا من الحجر ولايزال بعضها قائما حتى يومنا هذا والبعض تهدم بالطبع بفعل الزمن ولهذه التكوينات أسماء معينة أطلقت عليها مثل: المانهير Menhirs والدولمن Dolmens والجروملش Gromlechs.
المانهير
معناها كتلة حجرية واحدة، وهي عبارة عن أعمدة حجرية على شكل مسلة غير منتظمة من كتلة واحدة قائمة بذاتها، ومن أمثلتها في بريطانيا يبلغ ارتفاعها 11 متر

## عمارة العصر الحجري الحديث
بدأت الحضارة في العصر الحجري في الجنوب الشرقي لقارّة لأسيا في سنة 10,000 قبل الميلاد ومنها انتشرت إلى الشرق والغرب .
الفترة المبكرة لهذه الحضارة كانت في جنوب شرق منطقة الأنضول في بلاد ما بين النهرين «سوريا والعراق حالياً» سنة 8000 قبل الميلاد، وعثر على بعض الأثار في جنوب شرق أوروبا تعود لسنة 7000 قبل الميلاد، وفي وسط أوروبا سنة 5500 قبل الميلاد .